# پارک ملی جرداپ
پارک ملی جرداپ (صربی: Национални парк Ђердап / Nacionalni park Đerdap) در ساحل راست رود دانوب، گردنه جرداپ از دژ گلوباتس تا سدی در نزدیکی نووی سیپ، صربستان کشیده می‌شود. این پارک ملی در ۱۹۷۴ بنیان‌گذاری شد و ۶۳٬۷۸۶٫۵ هکتار (۱۵۷٬۶۲۰ جریب فرنگی) مساحت دارد.